# Bjørn Olsen
Bjørn Arne Olsen (* 20. Jahrhundert) ist ein norwegischer Schauspieler.

## Leben und Wirken
Bjørn Olsen stammt aus dem nordnorwegischen Nordreisa. Er hielt sich für 12 Jahre in Los Angeles auf und war dort als Personal-Trainer tätig. Zusätzlich bewarb er sich für kleine Filmrollen. Nach einer Bewerbung als Stuntman wurde er durch seine nordische Erscheinung als Darsteller des Poker-spielenden Olaf für den Film Titanic eingesetzt.
Olsen lebt mittlerweile wieder in seiner Heimat Nordreisa und ist dort als Fußballtrainer aktiv.

## Filmografie
- 1995: Dream On (Fernsehserie, eine Folge)
- 1996: Night Hunter
- 1996: Female Justice (Sworn to Justice)
- 1997: Titanic